# Marco Negri (siatkarz)
Marco Negri (ur. 24 maja 1955 w Mantui) – włoski siatkarz, medalista igrzysk olimpijskich i mistrzostw świata.

## Życiorys
Negri zadebiutował w reprezentacji Włoch 24 września 1975 w przegranym meczu towarzyskim z Polską. Wystąpił na igrzyskach olimpijskich 1976 odbywających się w Montrealu. Wystąpił wtedy we wszystkich spotkaniach. Włosi, którzy przegrali wszystkie mecze zajęli 8. miejsce w swoim pierwszym siatkarskim turnieju olimpijskim. Wywalczył srebro podczas mistrzostw świata 1978 rozgrywanych w jego ojczyźnie. Zdobył złoty medal na igrzyskach śródziemnomorskich 1983 w Casablance. Reprezentował Włochy na igrzyskach olimpijskich 1984 w Los Angeles. Zagrał w dwóch z czterech meczach fazy grupowej oraz w półfinale, który był jego ostatnim meczem w reprezentacji. W kadrze narodowej rozegrał ich 244. Jego zespół zdobył brąz po zwycięskim pojedynku z Kanadą.
Był zawodnikiem włoskich klubów Lubiam Bologna (1972–1974), Denicotin Cesenatico (1974–1976), Ipe / Santal Parma (1976–1977, 1980–1985), Edilcuoghi Sassuolo (1977–1980) i Burro Virgilio Mantova (1985–1989). W 1982 i 1983 zdobył mistrzostwo Włoch i tryumfował w pucharze Włoch. Zwyciężał w Pucharze Europy Mistrzów Klubowych w 1984 i 1985.